# Ivan Brkić
Ivan Brkić (Koprivnica, 29 giugno 1995) è un calciatore croato, portiere del Motor Lublino.

## Carriera

### Club
Ha giocato nella prima divisione croata, in quella bosniaca, in quella lettone ed in quella azera.

### Nazionale
Ha giocato nelle nazionali giovanili croate Under-19 ed Under-21.